# Take Off Your Pants and Jacket
Take Off Your Pants and Jacket — четвёртый студийный альбом американской поп-панк-группы Blink-182, выпущенный 12 июня 2001 года лейблом MCA Records и спродюсированный Джерри Финном. Название «take off your pants and jacket» (рус. сними свои штаны и куртку) является юмористическим каламбуром на фразу о мужской мастурбации «take off your pants and jack it» (рус. сними свои штаны и подрочи).
Альбом имел огромный успех, заняв первую строчку в престижном хит-параде Billboard 200 (на данный момент это высшее достижение группы). В первую неделю продаж после релиза было продано свыше 350000 копий. По всему миру было реализовано более 14 миллионов копий, а в США альбом стал дважды платиновым. В составе альбома три сингла, каждый из которых попал в чарты: «The Rock Show», «First Date» и «Stay Together for the Kids». На все три песни сняты видеоклипы, а позже, в 2005 году, эти композиции вошли в состав альбома Greatest Hits. Кроме синглов в эфир радиостанций попала песня «Anthem Part Two».

## Запись
После широкого коммерческого успеха третьего студийного альбома Enema of the State и тура в его поддержку Blink-182 направляются в Сан-Диего, где за три недели пишут песни к новому альбому, а затем за три месяца записывают альбом на студии «Signature Sounds Recordings» под руководством продюсера Джерри Финн, который остался с группой со времен предыдущего альбома. По заявлению участников трио, треки, представленные в альбоме, написаны под влиянием таких групп, как Fugazi и Refused, а сам альбом получился более тяжелым, чем Enema of the State.

## Выпуск и критика
Take Off Your Pants and Jacket официально выпущен 12 июня 2001 года. Этот альбом стал первым и на данный момент последним альбомом Blink-182, возглавившим хит-парад Billboard 200. Take Off… добился дважды платинового статуса в США. В поддержку альбома вышло три сингла: «The Rock Show» в конце июня 2001-го, «First Date» в октябре того же года и «Stay Together for the Kids» в феврале 2002 года. Песня «Anthem Part Two» не выходила в виде официального сингла, однако, попала в ротацию радиостанций в апреле 2002-го.
После релиза альбом получил смешанные отзывы критиков. Роб Шеффилд из Rolling Stone написал, что «Take Off… получился лучше своего предшественника», а Entertainment Weekly назвали альбом «безрадостным».
Песня «Everytime I Look For You» является треком, начинающим фильм «Американский пирог 2», а композиция «Anthem Part Two» попала в саундтрек фильма «Бунтарка».

## Список композиций
Слова и музыка всех песен — написаны Марком Хоппусом, Томом Де Лонгом и Тревисом Баркером.
| №                   | Название                      | Главный вокалист    | Длительность |
| ------------------- | ----------------------------- | ------------------- | ------------ |
| 1.                  | «Anthem Part Two»             | ДеЛонг              | 3:48         |
| 2.                  | «Online Songs»                | Хоппус              | 2:25         |
| 3.                  | «First Date»                  | ДеЛонг              | 2:51         |
| 4.                  | «Happy Holidays, You Bastard» | Хоппус              | 0:42         |
| 5.                  | «Story of a Lonely Guy»       | ДеЛонг              | 3:39         |
| 6.                  | «The Rock Show»               | Хоппус              | 2:51         |
| 7.                  | «Stay Together for the Kids»  | Хоппус/ДеЛонг       | 3:59         |
| 8.                  | «Roller Coaster»              | Хоппус              | 2:47         |
| 9.                  | «Reckless Abandon»            | ДеЛонг              | 3:06         |
| 10.                 | «Everytime I Look for You»    | Хоппус/ДеЛонг       | 3:05         |
| 11.                 | «Give Me One Good Reason»     | ДеЛонг              | 3:18         |
| 12.                 | «Shut Up»                     | Хоппус              | 3:20         |
| 13.                 | «Please Take Me Home»         | ДеЛонг              | 3:05         |
| Общая длительность: | Общая длительность:           | Общая длительность: | 36:13        |

| №   | Название           | Длительность |
| --- | ------------------ | ------------ |
| 14. | «Time to Break Up» | 3:05         |
| 15. | «Mother's Day»     | 1:37         |

| №   | Название          | Длительность |
| --- | ----------------- | ------------ |
| 14. | «What Went Wrong» | 3:13         |
| 15. | «Fuck a Dog»      | 1:25         |

| №   | Название                  | Длительность |
| --- | ------------------------- | ------------ |
| 14. | «Don't Tell Me It's Over» | 2:34         |
| 15. | «When You Fucked Grandpa» | 1:39         |

| №   | Название           | Длительность |
| --- | ------------------ | ------------ |
| 14. | «Time to Break Up» | 3:05         |
| 15. | «What Went Wrong»  | 3:13         |
| 16. | «Fuck a Dog»       | 1:25         |

| №   | Название                       | Длительность |
| --- | ------------------------------ | ------------ |
| 14. | «What Went Wrong»              | 3:13         |
| 15. | «Don't Tell Me That It's Over» | 2:34         |
| 16. | «Fuck a Dog»                   | 1:25         |

| №   | Название           | Длительность |
| --- | ------------------ | ------------ |
| 14. | «Time to Break Up» | 3:05         |
| 15. | «Fuck a Dog»       | 1:25         |

| №   | Название          | Длительность |
| --- | ----------------- | ------------ |
| 14. | «What Went Wrong» | 3:13         |
| 15. | «Fuck a Dog»      | 1:25         |
| 16. | «Man Overboard»   | 3:58         |

## Позиции в чартах
Альбом
| Год  | Чарт                | Позиция |
| ---- | ------------------- | ------- |
| 2001 | Billboard 200       | 1       |
| 2001 | Top Internet Albums | 1       |
| 2001 | Top Canadian Albums | 1       |

Синглы
| Год  | Сингл                        | Чарт               | Позиция |
| ---- | ---------------------------- | ------------------ | ------- |
| 2001 | «The Rock Show»              | Billboard Hot 100  | 71      |
| 2001 | «The Rock Show»              | Modern Rock Tracks | 2       |
| 2001 | «First Date»                 | Modern Rock Tracks | 6       |
| 2002 | «Stay Together for the Kids» | Modern Rock Tracks | 7       |

## Участники записи
- Том ДеЛонг — вокал, гитара
- Марк Хоппус — вокал, бас-гитара
- Тревис Баркер — барабаны
- Роджер Джозеф Маннинг младший — клавишные
- Джерри Финн — продюсер
- Том Лорд-Элг — микширование
- Джой МакГрат — инженеринг
- Джой Марлетт — ассистент инженера
- Тэд Рейгер — ассистент инженера
- Роберт Рид — ассистент инженера
- Фемио Эрнандес — ассистент по микшированию
- Майк «Сэк» Фасано — барабанный техник
- Гарднер, Брайан — мастеринг